# Jane Johnson

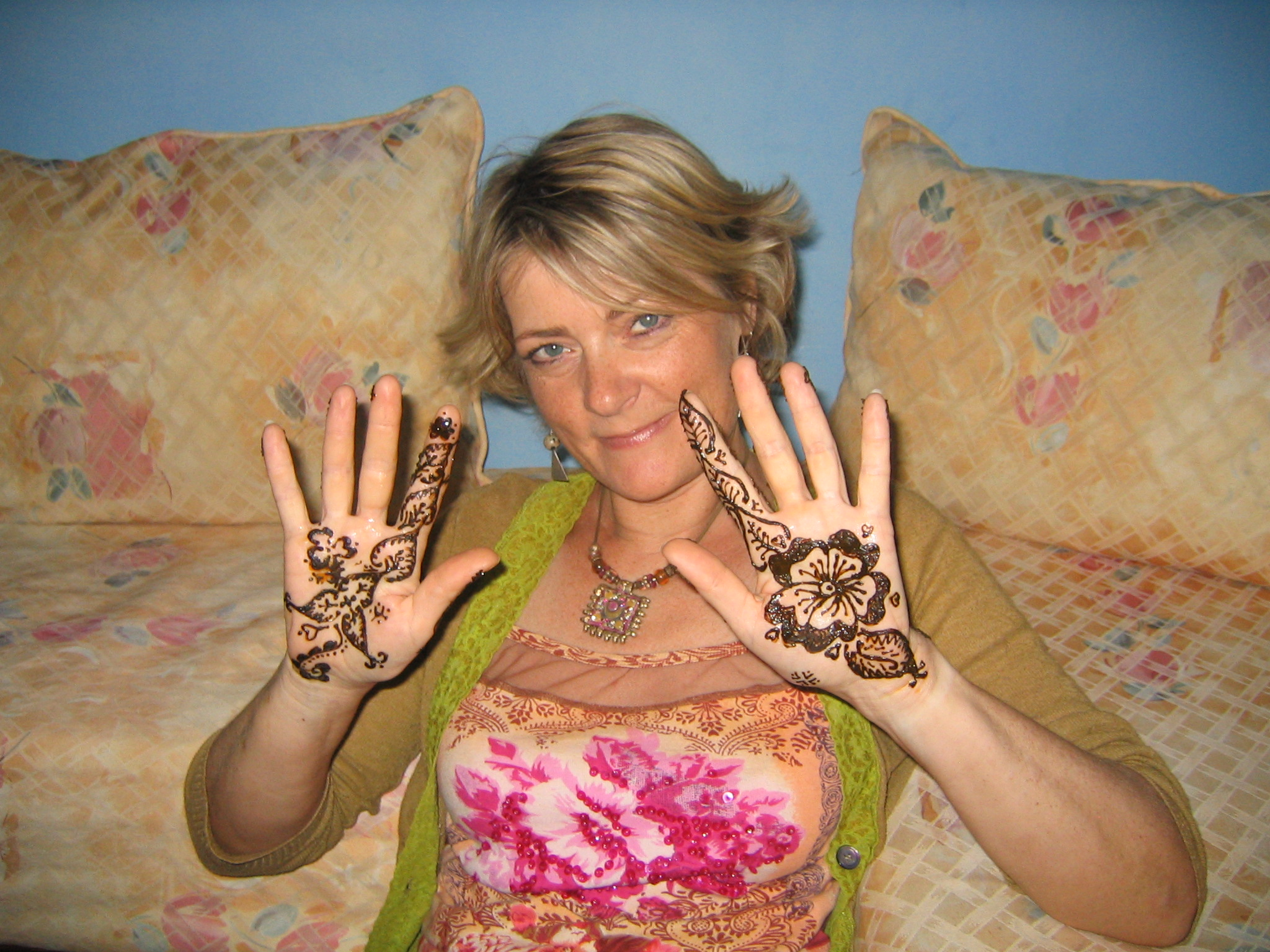
Jane Johnson

Jane Johnson (* 1960 in Cornwall, Pseudonyme: Jude Fisher, Gabriel King) ist eine britische Fantasy-Buchautorin. Jane Johnson arbeitete während ihrer mehr als 20-jährigen Karriere als Buchhändlerin, Fiction Publishing Director für den US-amerikanischen Verlag HarperCollins und nun als Jugendbuchautorin.

## Leben und Karriere
Johnson studierte nach der Highschool die Altenglische und Altnordische Sprache am Goldsmiths College der Londoner Universität. Danach war sie eine Zeit lang Dozentin für Englisch und lehrte für ein Jahr Schauspielkunst am North London College. Von der Altnordischen Sprache, Geschichte und Literatur fasziniert belegte sie einen Masterstudiengang in Skandinavistik am University College London.
Durch einen Zufall gelangte Johnson in den Verlag George Allen & Unwin, welcher auch J. R. R. Tolkien Werke veröffentlichte. Innerhalb von sechs Monaten wurde sie zum Verlagslektor befördert. In den 1980er und 1990er Jahren war sie für die Herausgabe des Fantasyklassikers Der Herr der Ringe verantwortlich. Später ging George Allen & Unwin in HarperCollins über.
Während ihrer Zeit im Verlag arbeitete Johnson mit Autoren wie Clive Barker, Geoff Ryman, Kim Stanley Robinson, Stephen King sowie Raymond Feist, George R. R. Martin und Arthur C. Clarke zusammen.
Während der Dreharbeiten zu Peter Jacksons Buchverfilmung Herr der Ringe besuchte sie das Filmteam in Neuseeland. Dort arbeitete sie an begleitenden Filmbüchern, die sie in den folgenden Jahren unter dem Pseudonym Jude Fisher veröffentlichte.
Johnson reist und klettert gerne. 2005 flog sie nach Marokko, um dort Recherchen über eine entfernte Verwandte zu machen, die 1625 von berberischen Piraten entführt und in die Sklaverei verkauft worden sein soll. Aus den Eindrücken vor Ort entstand das Buch Die zehnte Gabe.
Nach einem Kletterunfall nahm sie einen Lebenswandel vor. Johnson verkaufte ihre Wohnung, schloss ihr Büro in England und zog nach Marokko. Dort heiratete sie einen Einheimischen, den sie bereits vor ihrer missglückten Klettertour kennengelernt hatte. Jetzt lebt sie mit ihrem Mann die meiste Zeit in einem Dorf im Antiatlas, zeitweise kommt sie jedoch auch wieder nach Cornwall zurück. Johnson arbeitet nach wie vor als Fiction Publishing Director für HarperCollins.

## Bibliografie

### Romane

#### Zaubergold (Fool’s Gold)
Als Jude Fisher; Alle übersetzt von Katharina Volk.
- Sorcery Rising, Earthlight 2002, ISBN 0-7432-2092-7
  - Der Jahrmarkt der Magier, Blanvalet 2004, ISBN 3-442-24159-6
- Wild Magic, DAW Books 2003, ISBN 0-7564-0145-3
  - Das Schiff der Gaukler, Blanvalet 2005, ISBN 3-442-24160-X
- The Rose of the World, DAW Books 2005, ISBN 0-7564-0187-9
  - Der Krieg der Drei, Blanvalet 2006, ISBN 3-442-24161-8

#### Tag, the Cat
Als Gabriel King.
- The Wild Road, Arrow Books 1997, ISBN 0-09-924252-4
  - Auf geheimen Pfaden, Heyne 1999, Übersetzerin Irene Holicki, ISBN 3-453-16564-0
- The Golden Cat, Century 1998, ISBN 0-7126-7890-5
  - Die Goldene Katze, Piazza 2001, Übersetzerin Irene Holicki, ISBN 3-453-19059-9
- The Knot Garden, Century / Random House 2000, ISBN 0-7126-8083-7
- Nonesuch, Arrow Books 2002, ISBN 0-09-929710-8

### Das verborgene Königreich (The Eidolon Chronicles)
Alle übersetzt von Katharina Orgaß und Gerald Jung.
- The Secret Country, Simon & Schuster UK 2005, ISBN 0-689-86081-1
  - Der Prinz von Eidolon, Ravensburger 2007, ISBN 978-3-473-34710-0
- The Shadow World, Simon & Schuster UK 2006, ISBN 1-4169-1736-5
  - Der Fürst der Schatten, Ravensburger 2008, ISBN 978-3-473-34721-6
- Dragon's Fire, Simon & Schuster UK 2007, ISBN 1-84738-048-4
  - Die Herrin der Drachen, Ravensburger 2008, ISBN 978-3-473-34732-2

### Einzelromane
- Crossed Bones, Viking 2008, ISBN 978-0-670-91731-0
  - Die zehnte Gabe, Goldmann 2010, Übersetzer Pociao, ISBN 978-3-442-46800-3
- Maskmaker, Marion Lloyd Books 2010, ISBN 978-1-4071-0687-8
  - Herr der Masken, Ravensburger 2010, Übersetzerin Ilse Rothfuss, ISBN 978-3-473-34781-0
- Goldseekers, Marion Lloyd Books 2011, ISBN 978-1-4071-0688-5
- The salt road
  - Die Seele der Wüste, Page & Turner 2010, Übersetzer Pociao, ISBN 978-3-442-20344-4
- The sultan's wife
  - Die Sklavin des Sultans, Page & Turner 2012, Übersetzer Pociao, ISBN 978-3-442-20395-6
- Pillars of light, Doubleday 2016, ISBN 978-0-385-68262-6
  - Die Säulen des Lichts, Goldmann 2016, Übersetzer Pociao und Roberto de Hollanda, ISBN 978-3-442-47729-6

### Sachliteratur
Als Jude Fisher.
- The Lord of the Rings: The Fellowship of the Ring Visual Companion, Houghton Mifflin 2001, ISBN 0-618-15401-9
  - Der Herr der Ringe : das offizielle Begleitbuch ; Figuren, Landschaften und Orte Mittelerdes, Klett-Cotta 2001, ISBN 3-608-93504-5
- The Lord of the Rings: The Two Towers Visual Companion, Houghton Mifflin 2002, ISBN 0-618-25802-7
  - Der Herr der Ringe – die zwei Türme: das offizielle Begleitbuch; Figuren, Landschaften und Orte Mittelerdes, Klett-Cotta 2002, Übersetzer Hans J. Schütz, ISBN 3-608-93505-3
- The Lord of the Rings: The Return of the King Visual Companion, Houghton Mifflin 2003, ISBN 0-618-39097-9
  - Der Herr der Ringe – die Rückkehr des Königs: das offizielle Begleitbuch; Figuren, Landschaften und Orte Mittelerdes, Klett-Cotta 2003, Übersetzer Hans J. Schütz, ISBN 3-608-93506-1
- The Hobbit: An Unexpected Journey: Visual Companion, Houghton Mifflin Harcourt 2012, ISBN 978-0-547-89856-8
  - Der Hobbit. Eine unerwartete Reise. Das offizielle Begleitbuch, Klett-Cotta 2012, Übersetzerin Birgit Herden, ISBN 978-3-608-93978-1 (Mit über 100 Farbfotos aus dem Film und einem Vorwort von Martin Freeman)
- The Hobbit: The Desolation of Smaug Visual Companion,
  - Der Hobbit. Smaugs Einöde. Das offizielle Begleitbuch. Figuren, Landschaften & Orte, Klett-Cotta 2012, Übersetzer Joachim Körber, ISBN 978-3-608-96044-0
- The Hobbit: The Battle of the Five Armies Visual Companion, Houghton Mifflin Harcourt 2014, ISBN 978-0-544-42285-8